# Franciaország községei
A francia község (franciául commune, ejtsd ’komün’) Franciaország területi közigazgatásának legkisebb egysége, alapvető területi közössége (collectivité territoriale), amely számos autonóm jogkört gyakorol. 2023. január 1-jén az országnak összesen 34 945 községe volt, ebből 34 816 az anyaországban.

## Ismertetése
Franciaország alkotmánya a 2003. évi módosítás óta öt ún. „területi közösség”-et (franciául: collectivité territoriale) nevez meg:
- régió (région)
- megye (département)
- község (commune)
- különleges jogállású közösség (collectivité à statut particulier), ide tartozik a legnagyobb néhány város és Korzika
- tengerentúli közösség (collectivité d'outre-mer), ezekről az alkotmány 74. cikkelye külön rendelkezik.

A területi közösségeket a törvényben meghatározott feltételek szerint (általánosan, közvetlenül) megválasztott tagokból álló testületek irányítják, melyek a maguk szintjén önállóan döntenek a hatáskörükbe tartozó kérdésekben. Közülük az első három az ország egész területére vonatkozik (collectivités de droit commun), és a francia területi közigazgatás három, hierarchikusan egymásra épülő szintjét alkotják. A commune vagyis a francia község a legkisebb területi közösség, a közigazgatási beosztás legkisebb egysége; ezek alkotják a területi közigazgatás legalsó szintjét.
A francia alkotmány XII. fejezet, 72. cikkelyében említett „collectivités territoriales”
szó szerinti fordítása ’területi közösségek’, de jelentése lényegében a magyar „helyi önkormányzatok”-nak felel meg.
A magyar helyi önkormányzat gyűjtőfogalom: „A helyi önkormányzás joga a települések (települési önkormányzatok) és a vármegyék (területi önkormányzatok) választópolgárainak közösségét illeti meg.”
A commune (község) lényegében a magyar települési önkormányzatnak felel meg, egy értekezés például „a települési demokrácia alapegységeiként funkcionáló községek”-ről ír, gyakran községnek is fordítják. Egy másik tanulmány a commune-t magyarul következetesen települési önkormányzatnak nevezi – „A régiók, a megyék és a települési önkormányzatok önálló helyi önkormányzatok.” (A magyar publikációk a községek helyett vagy mellett a települések megnevezést (is) használják, gyakran azonos értelemben). 
A községet a conseil municipalnak nevezett választott testület, önkormányzati tanács irányítja, amely tagjai közül polgármestert (maire, ejtsd ’mer’) választ. A polgármester a helyi közigazgatás vezetője, aki meghatározott jogokkal és kötelességekkel rendelkezik és gondoskodik a település ügyeinek intézéséről, egyúttal azonban a település területén az állam képviselője (közhivatalnok) is. A közigazgatás apparátusa (mairie, ejtsd ’meri’) a városházának vagy községházának nevezett épületben található; de gyakran magát az épületet is marie-nek nevezik.

## Története
A községet mint intézményt a francia forradalom idején, 1789-ben hozták létre a korábbi városok és plébániák (vagy egyházközségek) utódjaként. Egy 1884. április 5-én hozott törvény értelmében a községek önállóvá váltak, attól kezdve választanak az általános választójog alapján községi tanácsot. Azóta a legfontosabb törvényi szabályozásukra csak az átfogó közigazgatási reformot bevezető 1982. évi ún. decentralizációs törvényben (a Defferre-törvényben) került sor. A következő néhány évben megszülettek a község-megye-régió hatásköreinek elosztását megállapító törvények is. 

## A községek száma és népessége
A francia községek lakosságszám tekintetében jelentősen különböznek egymástól: van köztük több százezres város és száz lakosú falu is.
2021. január 1-jén Franciaország (kerekítve) 67,0 millió lakosa 18 régióban, 101 megyében és 34 965 községben élt. Csak 42 községnek (városnak) volt 100 000-nél több lakosa, köztük kettőnek a tengerentúli megyében, Réunionon, és csupán három nagyváros lélekszáma haladta meg az 500 000 főt.
A községek száma nagyon magas, és különösen magas a  kis lélekszámú községek száma és aránya. 2021 elején a községek 71,5%-ának volt 1000 főnél kevesebb, 97,1%-ának pedig 10 000 főnél kevesebb lakosa. Az összlakosság közel fele, 49,7%-a 10 000 főnél kisebb lélekszámú községben élt.
| Községek száma        | 2017   | 2018   | 2019   | 2020   | 2021   |
| --------------------- | ------ | ------ | ------ | ------ | ------ |
| Összesen              | 35 416 | 35 357 | 34 970 | 34 968 | 34 965 |
| Csak az anyaországban | 35 287 | 35 228 | 34 841 | 34 839 | 34 836 |

2010-ben az országnak még 36 682 községe (települése) volt. A 2010. december 16-i 1563. sz. törvény az ún. új község kategória bevezetésével teremtette meg a községek egyesítésének és csökkentésének lehetőségét.

## Decentralizációs reformok
A kistelepülések önmagukban jelentéktelen gazdasági erőt képviselnek és szétaprózottságuk miatt is akadályai a gazdasági fejlődésnek, a nagyobb fejlesztések (pl. a vidékfejlesztési programok vagy a közlekedés korszerűsítése) megvalósításának.
A települési önkormányzatok közötti együttműködés régóta ismert jelenség egyes fejlett országokban, köztük Franciaországban is. Egy 1966-ban életbe lépett jogszabály például már lehetővé tette ún. városi közösségek (urban communities) létrehozását. A gazdasági fejlődés és az integrációs folyamatok következtében az állam rákényszerült arra, hogy számos feladatot (pl. az urbanizáció területén) átadjon a helyi szerveknek. Az 1982-ben kezdődött decentralizációs reform korábban államilag ellátott feladatokat utalt önkormányzati hatáskörbe, és biztosította a községek, a megyék és régiók egyenlő jogállását.
Határozott lépések történtek a helyi erőforrásokat hatékonyan kihasználó községközi társulások (intercommunalité) jogi és szervezeti feltételeinek biztosítására. A francia intercommunalité a községek (települési önkormányzatok) törvényileg biztosított együttműködési joga azzal a céllal, hogy feladat- és hatásköreik egy részét együttesen gyakorolják, együttműködjenek például a közlekedés, az infrastruktúra, a vízellátás, a gazdaságfejlesztés vagy bármely más területen.
A korábbi közigazgatási szerkezet megtartása mellett „nagy kiterjedésű, koherens téregységek szerveződnek (településtársulások, tájegységek)”. A tájegységet (pays) egy 1995. évi törvény intézményesítette. Létrejöttek ún. településközi (vagy községközi) együttműködési közintézmények (Établissements Public de Coopération Intercommunale, rövidítve EPCI), vagyis „településtársulások közcélú szervezetei”, melyek mindegyike több községet tömörít, hogy meghatározott feladat- és hatásköreiket közösen gyakorolják. 
Ezeknek a struktúráknak két fő típusa van:
- lazább szerveződések, amelyeknek nincs adójellegű bevételük [vagy adóügyi hatáskörük] (Syndicats intercommunaux…)
- saját adójellegű bevételekkel és költségvetéssel [saját finanszírozással] rendelkező szerveződések (à fiscalité propre)

Az utóbbiak alapítását elősegítette az 1999. évi  ún. Chevènement-törvény, amely egyszerűsítette az együttműködés kérdéseit és a saját finanszírozású településtársulásokat (EPCI-ket) típusokba sorolta:
- községközösség, communauté de communes (elsősorban vidéki közösségek)
- városközösség, communauté urbaine (közepes méretű városok és elővárosaik)
- agglomerációs közösség, communauté d’agglomeration (nagyobb városok és elővárosaik)[18]
- metropolisz, la métropole; ezt a negyedik típust a legnagyobb városokra és elővárosaikra vonatkozóan hozták létre a 2010-es években.

A 2003. évi alkotmánymódosításnak a helyi önkormányzatokra nézve is jelentős hatása volt. „Az alkotmány biztosított lehetőséget arra, hogy törvény társulási kényszert írhasson elő a területi közösségek számára.”
A köztársaság új területi beosztásáról szóló 2015. évi  törvény (NOTRE-törvény) előírta, hogy minden községnek egy saját adórendszerrel rendelkező (vagy saját finanszírozású) EPCI-hez kell tartoznia, egyúttal a községtársulások méretének alsó határát 15 ezer főre emelte. A törvény többek között a települési szétaprózottság felszámolását, a régiók és a településtársulások megerősítését szolgálta.
A decentralizációs és területi reformfolyamat során számos bonyolultabb igazgatási forma és szint jött létre, illetve esetenként szűnt meg. A reform a fentieknél sokkal átfogóbb volt és különösen a régiók vonatkozásában hozott jelentős változásokat.